# Chaoilta nigricarpus
Chaoilta nigricarpus är en stekelart som först beskrevs av Szepligeti 1914.  Chaoilta nigricarpus ingår i släktet Chaoilta och familjen bracksteklar. Inga underarter finns listade i Catalogue of Life.